# Bing Crosby
Harry Lillis Crosby (Bing Crosby) (Tacoma, Washington, 3 de maio de 1903 — Madrid, Espanha, 14 de outubro de 1977), foi um cantor, ator, locutor, comediante, apresentador e animador americano com mais de meio século de carreira. Bing Crosby foi o artista mais vendido e bem-sucedido do indústria de entrentenimento; Crosby foi líder em vendas de discos, classificações de rádio e receita bruta de filmes, um dos personagens mais importantes e influentes do século XX.
Ele foi o primeiro artista multimídia, dominando o cenário artístico (musical e cinematográfico) de 1931 a 1954. Bing está no Guiness Book como a voz humana mais gravada eletronicamente que se tem registro. O prestígio artístico de Crosby é universal e é de grande importância mencionar que foi a maior inspiração para outros grandes artistas masculinos que o seguiram, como Frank Sinatra (que o considerava o pai de sua carreira tendo esse decidido tornar-se cantor ao ver um show de Bing na Broadway em 1935 ao lado de seu pai), Perry Como, Dean Martin, John Lennon, Elvis Presley(ele foi uma de suas principais influências),Tony Bennett, Michael Bublé, para citar alguns.
O estatístico Joel Whitburn, da revista Billboard, pontuou que Crosby foi o artista de maior sucesso da América na década de 1930 e novamente na década de 1940. Em 1960, Crosby foi homenageado como "Primeiro cidadão da indústria fonográfica" por ter atingido 200 milhões de discos vendidos. As fontes diferem quanto ao número de cópias que ele vendeu até os dias atuais: 300 milhões ou até 500 milhões. O single "White Christmas" vendeu mais de 50 milhões de cópias de acordo com o Guinness World Records.
Crosby gravou mais de 2 000 músicas ao longo de sua carreira, somando 409 singles e 106 álbuns, ao todo atuou em 104 filmes, foram mais de 4 000 programas de rádio gravados, 300 comerciais de TV, além do que figura entre os três artistas de maior bilheteria da história do cinema ao lado de John Wayne e Clark Gable. Segundo Tony Bennett que muito o admirava e que foi amplamente influenciado por ele, disse em uma de suas entrevistas q a popularidade de Bing nos anos 30 e 40 era tão grande q poderíamos somar as popularidades de Elvis, The Beatles e Michael Jackson juntos, sendo ele conhecido como "A Voz Da América". No Top Ten sempre havia ao menos cinco de suas músicas.
Durante o período de recessão após a queda da bolsa de valores de Nova York em 1929, ele foi a viga mestra que sustentou a indústria fonográfica pois a venda de seus álbuns somava mais do q a de todos os outros artistas de sua época. Ele conseguiu cravar números que jamais foram superados por qualquer outro artista durante sua vida ou posteriormente. Em 1960 antes do aparecimento dos The Beatles ele já havia ganho um prêmio (que foi criado para ele) por ter ultrapassado a marca de 200 milhões de discos vendidos. Bing Crosby, possui três estrelas na calçada da fama por suas atuações na música, no cinema e no rádio.
Crosby registrou 41 sucessos em 1° lugar nas paradas de sucesso, (43 se considerarmos mais duas gravações de White Christmas em períodos diferentes). Ele colocou 396 músicas nas paradas de sucesso.

## Biografia
Nascido Harry Lillis Crosby, o apelido de Bing foi dado por ele mesmo inspirado na personagem Bingo. Abandonou a carreira de Direito para tocar bateria e cantar. Montou um trio e percorreu os Estados Unidos de uma costa a outra no final da década de 1920. Em 1930 apareceu pela primeira vez no cinema participando do filme "O Rei do Jazz". Sua primeira gravação solo foi logo depois, em 1931 com "I Surrender Dear". A partir daí assinou contrato com rádios e gravou mais de 300 músicas até o final da década de 50, se transformando no cantor mais popular dos Estados Unidos nas décadas de 30 e 40.
No cinema, Bing Crosby formou famosa dupla cômica com Bob Hope nos anos 40. Brilhou em "Fuzarca a Bordo", "A Sedução do Marrocos", "O Bom Pastor", que lhe deu o Oscar de melhor ator em 1944, "Os Sinos de Santa Maria", "A Caminho do Rio", "Anjos e Piratas", "Natal Branco", "Amar é Sofrer", que lhe valeu outras indicações ao prêmio em 1954, "High Society" (br.: Alta Sociedade), "Dizem que é Amor", "Robin Hood de Chicago" e "A Última Diligência".
Bing imortalizou a canção "White Christmas" e sua voz se transformou em sinônimo de Natal. Se casou duas vezes e teve sete filhos, três deles com a também atriz Kathryn Grant, sua segunda esposa.

## Popularidade
Sua popularidade ao redor do mundo era tamanha que em uma entrevista com Dorothy Masuka, a gravadora africana mais vendida na África, ele declarou: "Apenas Bing Crosby, o famoso crooner americano, vendeu mais discos do que eu na África". Sua grande popularidade em toda a África levou outros cantores africanos a imitá-lo, incluindo: Dolly Rathebe, Dorothy Masuka ou Míriam Makeba, conhecida localmente como "O Bing Crosby da África", mas uma versão feminina.
O apresentador Michael Douglas comentou em uma entrevista de 1975 "Durante meus dias na marinha na segunda guerra mundial, lembro-me de andar pelas ruas de Calcutá, Índia, na costa, foi uma noite solitária, tão longe de minha casa e de minha nova esposa, general, precisava de algo para me animar. Ao passar por um hindu sentado na esquina de uma rua, ouvi algo surpreendentemente familiar, voltei e vi o homem tocando um daqueles Vitrolas antigos, como os da RCA com o alto-falante, o homem estava ouvindo Bing Crosby cantar "Ac-Cent-Tchu-Ate The Positive". Parei e sorri em agradecimento. O hindu acenou com a cabeça e sorriu de volta. O mundo inteiro sabia e amava a Bing Crosby. "24 25 Sua enorme popularidade na Índia levou muitos cantores hindus a imitá-lo e emulá-lo, principalmente KISI'IDRE KUMAR, considerado" O Bing Crosby da Índia".
Crosby era tão famoso e popular em meados do século XX no mundo, que uma pesquisa realizada na época declarou que Crosby era mais famoso e respeitado do que o papa Pio XII na época.

## Filmografia

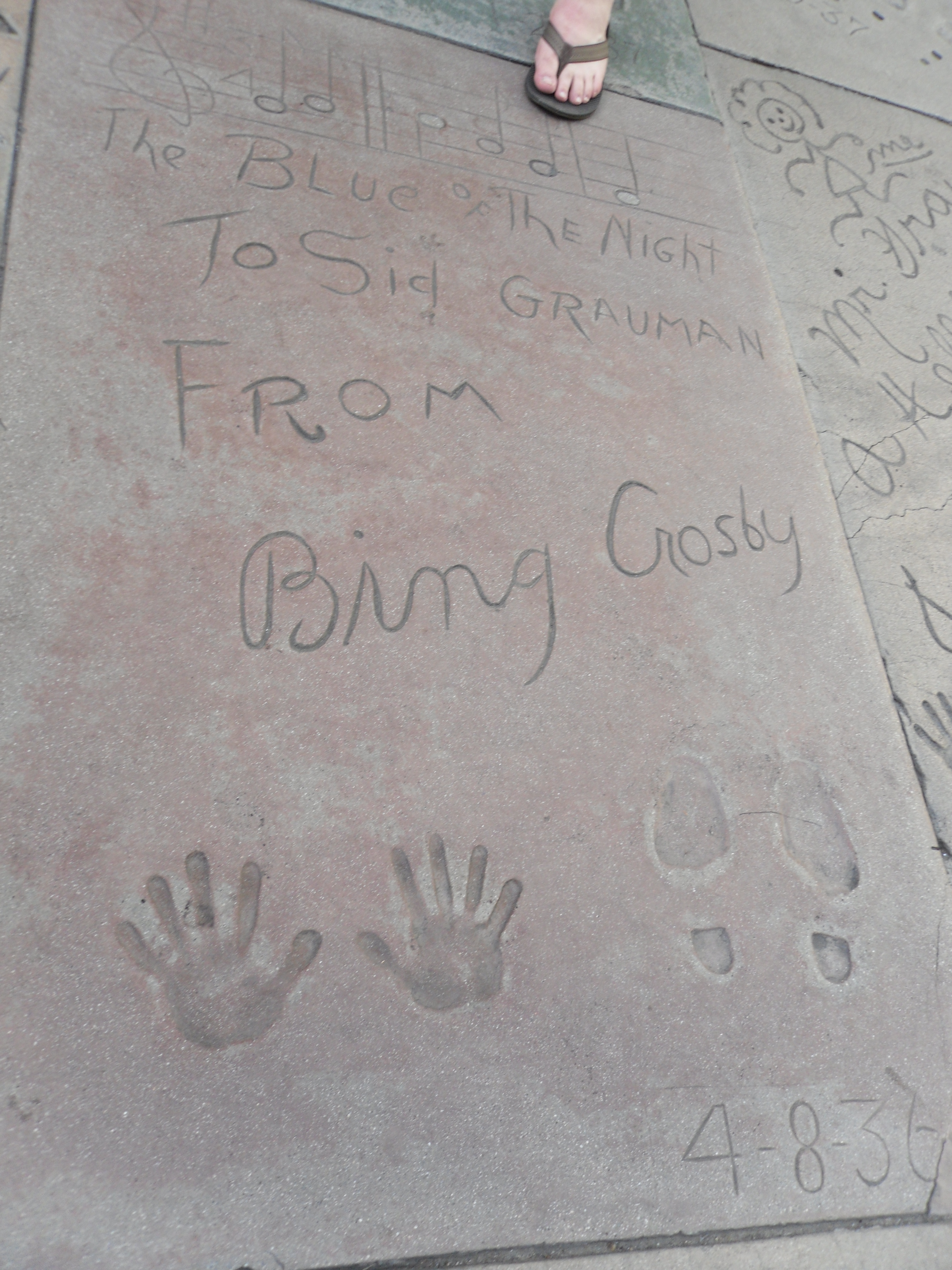
Pegadas e assinatura de Bing Crosby na Calçada da Fama do Teatro Chines em Hollywood.

- 1930 - King of Jazz (br: O Rei do Jazz)
- 1930 - Reaching for the moon
- 1931 - Confessions of a Co-Ed
- 1931 - One more chance (curta-metragem)
- 1932 - Billboard girl (curta-metragem)
- 1932 - The Big Broadcast (br: Ondas Musicais)
- 1933 - Too Much Harmony (br: Coquetel Musical)
- 1933 - Going Hollywood (br: Delírio de Hollywood)
- 1933 - Dream house (curta-metragem)
- 1933 - College Humor (br: Mocidade e farra)
- 1933 - Please (curta-metragem)
- 1934 - We're Not Dressing (br: Cupido ao leme)
- 1934 - She Loves Me Not (br: Demônio louro)
- 1934 - Just an echo (curta-metragem)
- 1934 - Here Is My Heart (br: Meu maior desejo)
- 1935 - Two for Tonight (br: Cupido e a secretária)
- 1935 - Mississippi (br: Mississipi)
- 1936 - Pennies from Heaven (br: Dinheiro do céu)
- 1936 - Anything Goes (br: Fuzarca a bordo)
- 1936 - Rhythm on the Range (br: O último romântico)
- 1937 - Waikiki Wedding (br: Amor havaiano)
- 1937 - Double or Nothing (br: O dobro ou nada)
- 1938 - Doctor Rhythm (br: Doutor Remi-Bemol)
- 1938 - Sing You Sinners (br: Uma família gozada)
- 1939 - East site of heaven
- 1939 - Paris Honeymoon (br: Lua-de-mel em Paris)
- 1939 - The Star Maker (br: Berço de Estrelas)
- 1940 - Road to Singapore (br: A sereia das ilhas)
- 1940 - Rhythm on the river
- 1940 - If I had my way (br: Se fosse eu)
- 1941 - Road to Zanzibar (br: A tentação do Zanzibar)
- 1941 - Birth of the blues
- 1942 - Road to Morocco (br: A sedução do Marrocos)
- 1942 - Holiday Inn (filme) (br: Duas semanas de prazer)
- 1942 - My Favorite Blonde (br: Minha Loura Favorita) (sem créditos)
- 1943 - Dixie (br: A Canção de Dixie)
- 1944 - Going My Way (br: O bom pastor)
- 1944 - Here Come the Waves (br: Tentação da sereia)
- 1944 - The Princess and the pirate
- 1945 - The Bells Of St. Mary's (br: Os sinos de Santa Maria)
- 1945 - Out of this world
- 1945 - Duffy's Tavern
- 1946 - Road to Utopia (br: Dois malandros e uma garota)
- 1946 - Blue Skies (br: Romance inacabado)
- 1947 - Road to Rio (br: A caminho do Rio)
- 1947 - Welcome Stranger (br: Deus me mandou um amigo)
- 1947 - Variety Girl (br: Miragem dourada)
- 1947 - My Favorite Brunette (br: Minha morena linda) (não creditado)
- 1948 - The Emperor Waltz (br: A valsa do imperador)
- 1949 - The Adventures of Ichabod and Mr. Toad (br: Dois sujeitos fabulosos) (voz)
- 1949 - A Connecticut Yankee in King Arthur's Court (br: Na corte do rei Artur)
- 1949 - Top o' the Morning (br: O bom velhinho)
- 1950 - Mr. Music (br: A secretária do malandro)
- 1950 - Riding High (br: Nada além de um desejo)
- 1951 - Angels in the Outfield (br: Anjos e piratas)
- 1951 - Here Comes the Groom (br: Órfãos da tempestade)
- 1952 - Road to Bali (br: De tanga e de sarongue)
- 1952 - Just for You (br: Filhos esquecidos)
- 1952 - The Greatest Show on Earth (br: O maior espetáculo da Terra)
- 1952 - Son of Paleface
- 1953 - Little Boy Lost (br: O garotinho perdido)
- 1953 - Scared Stiff (br: Morrendo de medo)
- 1954 - The Country Girl (br: Amar é sofrer)
- 1954 - White Christmas (br: Natal branco)
- 1956 - High Society (br: Alta sociedade)
- 1956 - Anything Goes (br: Maravilhas em desfile)
- 1956 - Showdown at Ulcer Gulch (curta-metragem)
- 1957 - The Joker is Wild (br: Chorei por você)
- 1957 - Man on Fire (br: Fogo no coração)
- 1958 - The Legend of Sleepy Hollow (voz)
- 1959 - Alias Jesse James
- 1959 - Say One for Me
- 1960 - High Time (br: Dizem que é amor)
- 1960 - Pepe (filme) (br: Pepe)
- 1962 - The Road to Hong Kong (br: Dois errados no espaço)
- 1964 - Robin and the 7 Hoods (br: Robin Hood de Chicago)
- 1966 - Stagecoach (br: A última diligência)
- 1971 - Dr. Cook's garden (TV)
- 1979 - A Bing Crosby Christmas (br: Um Natal com Bing Crosby) (póstumo)

## Premiações
- Recebeu três indicações ao Oscar de Melhor Ator, por "O Bom Pastor" (1944), "Os Sinos de Santa Maria" (1945) e "Amar é Sofrer" (1954). Venceu por "O Bom Pastor".
- Recebeu uma indicação ao Globo de Ouro de Melhor Ator - Comédia/Musical, por "Órfãos da Tempestade" (1951).
- Ganhou o Prêmio Cecil B. DeMille em 1960, concedido pela Associação de Críticos Estrangeiros de Hollywood.